# U-137 (Kriegsmarine)
U-137 je bila nemška vojaška podmornica Kriegsmarine, ki je bila dejavna med drugo svetovno vojno.

## Zgodovina
U-137 je bila namerno potopljena 2. maja 1945 v sklopu operacije Regenbogen pri Wilhelmshavnu. Pozneje so razbitino dvignili in razrezali.

## Tehnični podatki
| Kategorije                                    | Podatki         |
| --------------------------------------------- | --------------- |
| Teža (t): na površju pod površjem polna Teža  | 314 364 460     |
| Dolžina (m) - tlačni trup (m)                 | 43,97 - 29,8    |
| Širina (m) - tlačni trup (m)                  | 4,92 - 4,0      |
| Izpodriv (m)                                  | 3,93            |
| Višina (m)                                    | 8,4             |
| Moč (hp): na površju pod podvršjem            | 700 410         |
| Hitrost (vozlov): na površju pod podvršjem    | 12,7 7,4        |
| Doseg (milja/vozel): na površju pod podvršjem | 5.650/8 56/4    |
| Torpeda/Torpedne cevi                         | 5/3 (na premcu) |
| Mine                                          | 12 TMA          |
| Posadka                                       | 22-24           |
| Maksimalni potop (m)                          | 150             |